# Caralluma priogonium
Caralluma priogonium är en oleanderväxtart som beskrevs av Karl Moritz Schumann. Caralluma priogonium ingår i släktet Caralluma och familjen oleanderväxter. Inga underarter finns listade i Catalogue of Life.